# Josef Kalchegger von Kalchberg
Josef Kalchegger von Kalchberg (27. března 1801 Štýrský Hradec – 27. dubna 1882 Štýrský Hradec) byl rakouský a český politik německé národnosti, v 2. polovině 19. století ministr obchodu Rakouského císařství a poslanec Říšské rady.

## Biografie
Jeho bratrem byl politik Franz Kalchegger von Kalchberg. Strýc Johann Kalchegger von Kalchberg byl spisovatelem a historikem. Bratranec Wilhelm Kalchegger von Kalchberg proslul jako důstojník. Josef vystudoval práva na Univerzitě ve Štýrském Hradci a na Vídeňské univerzitě. Roku 1826 získal titul doktora práv. Nastoupil jako suplent pro občanské právo na Vídeňskou univerzitu, později byl adjunktem katedry státovědy. Roku 1835 se stal profesorem státovědy na Tereziánské rytířské akademii ve Vídni a zároveň byl jmenován vychovatelem mladých Habsburků Albrechta Fridricha Rakousko-Těšínského a Karla Ferdinanda Rakousko-Těšínského. V letech 1839–1849 pracoval jako správce statků jejich otce Karla Ludvíka Rakousko-Těšínského, který měl rozsáhlé panství ve Slezsku, na Moravě a v západní Haliči se sídlem v Těšíně. Zasloužil se o rozvoj správy velkostatků.
Během revolučního roku 1848 se zapojil do politiky a byl zvolen městem Těšín do celoněmeckého Frankfurtského parlamentu. Již v září 1848 ovšem na mandát rezignoval. V červenci 1849 byl jmenován ministerským radou na rakouském ministerstvu vnitra a krátce nato se stal i prezidentem komise pro pozemkovou daň v Slezsku. 9. prosince 1849 byl jmenován místodržícím Slezska. Ve funkci setrval do 23. ledna 1853, kdy ho ministr Alexander Bach funkce pro názorové neshody zprostil, načež byl jmenován zástupcem místodržícího Haliče Agenora Gołuchowského a zároveň se stal prezidentem haličské komise pro pozemkovou daň. Během dvou let provedl v Haliči reformu pozemkové daně. S Gołuchowským ale měl neshody a když se Gołuchowski stal v roce 1859 ministrem vnitra, docílil k prosinci 1859 penzionování Kalcheggera von Kalchberg.
Kalchegger von Kalchberg se přestěhoval do Vídně a zde se věnoval podnikání. V roce 1860 publikoval spis Kleine Beiträge zu grossen Fragen in Österreich, ve kterém naznačoval možnosti proměny monarchie v ústavní politický systém. V prosinci téhož roku skončil na ministerské pozici Gołuchowski na přední vládní post usedl Anton von Schmerling, s nímž měl Kalchegger von Kalchberg dobré vztahy. Byl pak povolán jako sekční šéf na ministerstvo obchodu. Podílel se rovněž na přípravě Únorové ústavy roku 1861.
V zemských volbách v roce 1861 byl zvolen za poslance Slezského zemského sněmu. Zemský sněm ho delegoval i do Říšské rady (tehdy ještě volené nepřímo) za kurii venkovských obcí, obvod Frývaldov. K roku 1861 se uvádí jako sekční šéf na ministerstvu obchodu, bytem ve Vídni.
Jeho kariéra vyvrcholila, když se za vlády Rainera Ferdinanda Habsbursko-Lotrinského dodatečně stal ministrem obchodu Rakouského císařství. Funkci zastával od 26. prosince 1862 jako pověřený správce rezortu, od 20. října 1863 až do konce existence vlády, tedy do 27. července 1865, coby řádný ministr. V ministerské funkci se zasadil o plánování výstavby železniční sítě.
Po odchodu z ministerské funkce roku 1865 se stáhl do soukromí. Do roku 1875 žil ve Vídni, pak ve Štýrském Hradci. Byl členem Vídeňské obecní rady. Psal paměti. Města Opava a Lvov mu udělila čestné občanství.